# Brachylinga mimica
Brachylinga mimica är en tvåvingeart som beskrevs av Webb 2006. Brachylinga mimica ingår i släktet Brachylinga och familjen stilettflugor. Inga underarter finns listade.